# Кирдяпкін Сергій Олександрович
Сергій Олександрович Кирдяпкін  (рос. Сергей Александрович Кирдяпкин, 18 червня 1980) — російський легкоатлет, олімпійський чемпіон.

## Виступи на Олімпіадах
| Олімпіада   | Дисципліна      | Місце                      |
| ----------- | --------------- | -------------------------- |
| Пекін 2008  | ходьба на 50 км | участь                     |
| Лондон 2012 | ходьба на 50 км | дикваліфікований за допінг |